# ورد سامح
ورد سامح[بحاجة لمصدر] (الاسم العلمي:Rosa praetermissa) هو نوع من النباتات يتبع جنس الورد من الفصيلة الوردية.